# 홍천중학교 (강원)
홍천중학교(洪川中學校)는 대한민국 강원특별자치도 홍천군 홍천읍 희망리에 있는 공립 중학교이다.

## 학교 연혁
- 1951년 8월 31일 : 홍천중학교 설립인가
- 1951년 9월 1일 : 초대 교장 남궁작 선생 부임
- 1951년 9월 1일 : 향교에서 개교
- 1952년 3월 28일 : 제1회 졸업식 거행
- 1955년 5월 9일 : 홍천농업고등학교 신축 교사로 이전
- 1974년 7월 1일 : 홍천농고 이전으로 홍고와 병설
- 1991년 3월 1일 : 홍천고등학교 병설에서 분리 독립
- 2023년 9월 1일 : 제30대 정원경 교장 부임
- 2024년 12월 31일 : 제74회 졸업식(184명) 총 19,359명
- 2025년 3월 4일 : 2025학년도 입학(171명)

## 참고 자료
- 홍천중학교 - 한국교육학술정보원 학교알리미